# National Football League 1977
La stagione NFL 1977 fu la 58ª stagione sportiva della National Football League, la massima lega professionistica statunitense di football americano. La finale del campionato, il Super Bowl XII, si disputò il 15 gennaio 1978 al Louisiana Superdome di New Orleans, in Louisiana e si concluse con la vittoria dei Dallas Cowboys sui Denver Broncos per 27 a 10. La stagione iniziò il 18 settembre 1977 e si concluse con il Pro Bowl 1978 che si tenne il 23 gennaio al Tampa Stadium di Tampa, in Florida.
A partire da questa stagione i Seattle Seahawks e i Tampa Bay Buccaneers cambiarono Division: originariamente inseriti la stagione precedente rispettivamente nella NFC West e AFC West, furono trasferiti i primi nella AFC West e i secondi nella NFC Central. Le due squadre avrebbero giocato in queste Division fino alla riorganizzazione della NFL del 2002, anno in cui i Seahawks sarebbero stati riportati nella NFC West e i Buccanneers sarebbero stati inseriti nella nuova NFC South.
Il campionato fu l'ultimo giocato con la formula delle 14 giornate della stagione regolare e dei play-off con classico tabellone a 8 squadre, con una sola wild card per Conference.

## Modifiche alle regole
- Venne dichiarato illegale colpire anche a mano aperta la testa di un avversario.
- Venne stabilito che le scarpe di un kicker, anche se modificate per ragioni mediche, dovessero avere la superficie di calcio conforme a quella di una scarpa normale.
- Venne consentito ai difensori un solo contatto con i wide receiver per ogni azione.
- Venne vietato ai difensori di toccare gli avversari al di sopra delle spalle coi palmi delle mani tranne che sulla linea di scrimmage.
- Venne vietato agli offensive linemen di mettere le mani al collo, al volto o alla testa di un avversario.
- Venne vietato ai ricevitori di sgambettare i difensori.

## Stagione regolare
La stagione regolare si svolse in 14 giornate, iniziò il 18 settembre e terminò il 18 dicembre 1977.

### Risultati della stagione regolare
- V = Vittorie, S = Sconfitte, P = Pareggi, PCT = Percentuale di vittorie, PF = Punti Fatti, PS = Punti Subiti
- La qualificazione ai play-off è indicata in verde (tra parentesi il seed)

| AFC East             |    |    |   |     |     |     |
| Squadra              | V  | S  | P | PCT | PF  | PS  |
| (2) Baltimore Colts  | 10 | 4  | 0 | 714 | 295 | 221 |
| Miami Dolphins       | 10 | 4  | 0 | 714 | 313 | 197 |
| New England Patriots | 9  | 5  | 0 | 643 | 278 | 217 |
| Buffalo Bills        | 3  | 11 | 0 | 214 | 160 | 313 |
| New York Jets        | 3  | 11 | 0 | 214 | 191 | 300 |

| NFC East              |    |   |   |     |     |     |
| Squadra               | V  | S | P | PCT | PF  | PS  |
| (1) Dallas Cowboys    | 12 | 2 | 0 | 857 | 345 | 212 |
| Washington Redskins   | 9  | 5 | 0 | 643 | 196 | 189 |
| Saint Louis Cardinals | 7  | 7 | 0 | 500 | 272 | 287 |
| Philadelphia Eagles   | 5  | 9 | 0 | 357 | 220 | 207 |
| New York Giants       | 5  | 9 | 0 | 357 | 181 | 265 |

| AFC Central             |   |   |   |     |     |     |
| Squadra                 | V | S | P | PCT | PF  | PS  |
| (3) Pittsburgh Steelers | 9 | 5 | 0 | 643 | 283 | 243 |
| Cincinnati Bengals      | 8 | 6 | 0 | 571 | 238 | 235 |
| Houston Oilers          | 8 | 6 | 0 | 571 | 299 | 230 |
| Cleveland Browns        | 6 | 8 | 0 | 429 | 269 | 267 |

| NFC Central           |   |    |   |     |     |     |
| Squadra               | V | S  | P | PCT | PF  | PS  |
| (3) Minnesota Vikings | 9 | 5  | 0 | 643 | 231 | 227 |
| (4) Chicago Bears     | 9 | 5  | 0 | 643 | 255 | 253 |
| Detroit Lions         | 6 | 8  | 0 | 429 | 183 | 252 |
| Green Bay Packers     | 4 | 10 | 0 | 286 | 134 | 219 |
| Tampa Bay Buccaneers  | 2 | 12 | 0 | 143 | 103 | 223 |

| AFC West            |    |    |   |     |     |     |
| Squadra             | V  | S  | P | PCT | PF  | PS  |
| (1) Denver Broncos  | 12 | 2  | 0 | 857 | 274 | 148 |
| (4) Oakland Raiders | 11 | 3  | 0 | 786 | 351 | 230 |
| San Diego Chargers  | 7  | 7  | 0 | 500 | 222 | 205 |
| Seattle Seahawks    | 5  | 9  | 0 | 357 | 282 | 373 |
| Kansas City Chiefs  | 2  | 12 | 0 | 143 | 225 | 349 |

| NFC West             |    |    |   |     |     |     |
| Squadra              | V  | S  | P | PCT | PF  | PS  |
| (2) Los Angeles Rams | 10 | 4  | 0 | 714 | 302 | 146 |
| Atlanta Falcons      | 7  | 7  | 0 | 500 | 179 | 129 |
| San Francisco 49ers  | 5  | 9  | 0 | 357 | 220 | 260 |
| New Orleans Saints   | 3  | 11 | 0 | 214 | 232 | 336 |

## Play-off
I play-off iniziarono con i Divisional Playoff il 24 e 26 dicembre 1977, i Conference Championship Game si giocarono il 1º gennaio 1978. Il Super Bowl XII, si disputò il 15 gennaio al Louisiana Superdome di New Orleans.

### Seeding
| Seed | American Football Conference                | National Football Conference              |
| ---- | ------------------------------------------- | ----------------------------------------- |
| 1    | Denver Broncos (vincitori AFC West)         | Dallas Cowboys (vincitori NFC East)       |
| 2    | Baltimore Colts (vincitori AFC East)        | Los Angeles Rams (vincitori NFC West)     |
| 3    | Pittsburgh Steelers (vincitori AFC Central) | Minnesota Vikings (vincitori NFC Central) |
| 4    | Oakland Raiders                             | Chicago Bears                             |

### Incontri
|  | Divisional Play-off | Divisional Play-off | Divisional Play-off |        |            | Conference Championship | Conference Championship | Conference Championship |  |  | Super Bowl XII | Super Bowl XII | Super Bowl XII |
|  |                     |                     |                     |        |            |                         |                         |                         |  |  |                |                |                |
|  | 3                   | Minnesota           | 14                  |        |            |                         |                         |                         |  |  |                |                |                |
|  | 2                   | L.A. Rams           | 7                   |        |            |                         |                         |                         |  |  |                |                |                |
|  | 2                   | L.A. Rams           | 7                   |        | 3          | Minnesota               | 6                       |                         |  |  |                |                |                |
|  |                     |                     |                     |        | 3          | Minnesota               | 6                       |                         |  |  |                |                |                |
|  |                     | 1                   | Dallas              | 26     |            |                         |                         |                         |  |  |                |                |                |
|  | 4                   | 1                   | Dallas              | 26     | Chicago    | 7                       |                         |                         |  |  |                |                |                |
|  | 4                   |                     |                     |        | Chicago    | 7                       |                         |                         |  |  |                |                |                |
|  | 1                   | Dallas              | 37                  |        |            |                         |                         |                         |  |  |                |                |                |
|  |                     |                     |                     |        |            |                         |                         |                         |  |  | N1             | Dallas         | 27             |
|  |                     |                     | A1                  | Denver | 10         |                         |                         |                         |  |  |                |                |                |
|  | 4                   | Oakland             | 37                  |        |            |                         |                         |                         |  |  |                |                |                |
|  | 2                   | Baltimore           | 31                  |        |            |                         |                         |                         |  |  |                |                |                |
|  | 2                   | Baltimore           | 31                  |        | 4          | Oakland                 | 17                      |                         |  |  |                |                |                |
|  |                     |                     |                     |        | 4          | Oakland                 | 17                      |                         |  |  |                |                |                |
|  |                     | 1                   | Denver              | 20     |            |                         |                         |                         |  |  |                |                |                |
|  | 3                   | 1                   | Denver              | 20     | Pittsburgh | 21                      |                         |                         |  |  |                |                |                |
|  | 3                   |                     |                     |        | Pittsburgh | 21                      |                         |                         |  |  |                |                |                |
|  | 1                   | Denver              | 34                  |        |            |                         |                         |                         |  |  |                |                |                |

Nota: Il regolamento impediva gli accoppiamenti nei Divisional playoff tra squadre della stessa Division

### Vincitore
| Vincitori del Super Bowl XII Dallas Cowboys 2º titolo |

## Premi individuali
| MVP della NFL                 | Walter Payton, Running Back, Chicago |
| Allenatore dell'anno          | Red Miller, Denver                   |
| Giocatore offensivo dell'anno | Walter Payton, Running Back, Chicago |
| Difensore dell'anno           | Harvey Martin, Defensive End, Dallas |
| Rookie offensivo dell'anno    | Tony Dorsett, Running Back, Dallas   |
| Rookie difensivo dell'anno    | A.J. Duhe, Defensive End, Miami      |